# Anton Hammerbacher
Anton Marian August Hammerbacher (* 22. Juli 1871 in München; † 22. Oktober 1956 in Erlangen) war ein deutscher Genossenschafter, Gewerkschafter und Politiker (SPD) und von 1945 bis 1946 Oberbürgermeister der Stadt Erlangen.

## In Kaiserreich und Weimarer Republik
Anton Hammerbacher absolvierte eine Lehre als Handschuhmacher. 1890 trat er dem Verband der Lederarbeiter bei, der ihn zum Erlanger Gewerkschaftskartell abordnete, dessen Vorsitzender er später wurde. 1901 gründete Hammerbacher die Erlanger Konsumgenossenschaft, in deren Vorstand er bis 1933 blieb. Ab 1919 war er auch Vorsitzender des Verbandes der bayerischen Konsumvereine.
1910 war Hammerbacher an der Gründung der Erlanger Baugenossenschaft beteiligt, die ab 1913 Wohnungen für Arbeiter im Umfeld der Nürnberger Straße südlich der Erlanger Innenstadt errichtete.
Ab 1909 gehörte Hammerbacher dem Kollegium der Gemeindebevollmächtigten (einem Vorläufer des Stadtrates) an, ab 1911 dem Magistrat (der "Stadtregierung"). Während der Weimarer Zeit war er von 1919 bis 1933 Mitglied des Erlanger Stadtrats und des mittelfränkischen Kreistages, dem Vorläufer des heutigen Bezirkstags. 1918/19 gehörte er dem Provisorischen Nationalrat des Freistaates Bayern an.

## Im Nationalsozialismus und Nachkriegszeit
Nach der Machtübernahme der Nationalsozialisten wurde Hammerbacher aller Ämter enthoben, verhaftet und für sechs Wochen im Konzentrationslager Dachau inhaftiert. Danach lebte er während der NS-Herrschaft zurückgezogen.
Am 28. April 1945 wurde Hammerbacher durch die Militärverwaltung zum Erlanger Bürgermeister, kurz darauf am 22. Juli 1945 als Nachfolger des abgesetzten Herbert Ohly zum Oberbürgermeister ernannt. Mit Wirkung zum 30. September 1946 trat er von seinem Amt zurück; zu seinem Nachfolger wählte der Erlanger Stadtrat am 4. September Michael Poeschke. Hammerbacher war an der Wiedergründung der Erlanger Konsumgenossenschaft am 17. Oktober 1946 maßgeblich beteiligt.
Am 22. Oktober 1956 starb Anton Hammerbacher mit 85 Jahren. 

## Ehrungen

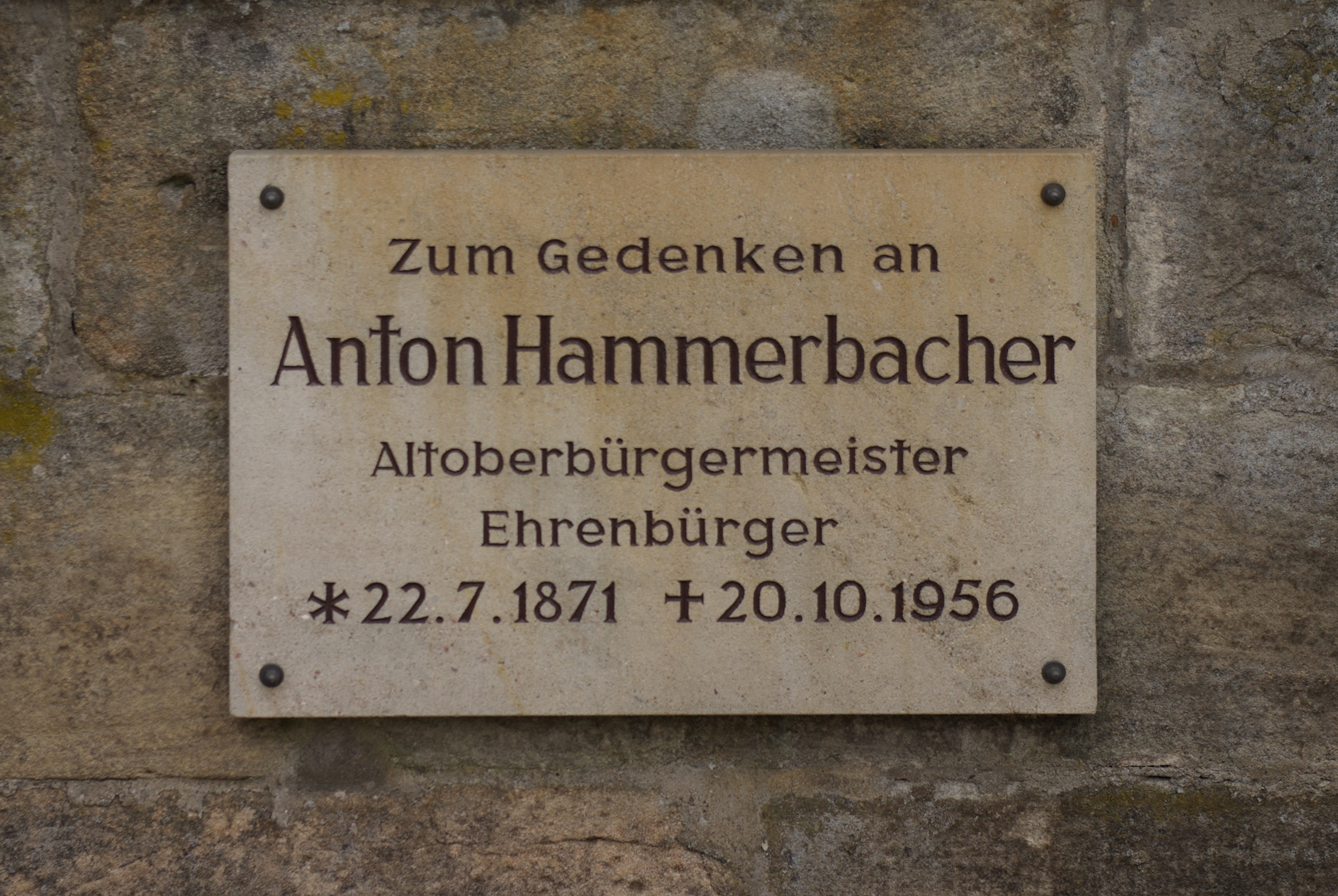
Gedenktafel auf dem Altstädter Friedhof in Erlangen

Zum Ende seiner Amtszeit verlieh ihm die Stadt Erlangen am 30. September 1946 die Ehrenbürgerwürde. Am 22. Juli 1951 ernannte ihn die Friedrich-Alexander-Universität Erlangen-Nürnberg zum Ehrenbürger. 1953 wurde ihm das Verdienstkreuz am Bande der Bundesrepublik Deutschland verliehen. Außerdem war er Ehrenvorsitzender des Verbandes der Bayerischen Konsumgenossenschaften und des Gemeinnützigen Vereins Erlangen. 1960 benannte die Stadt Erlangen eine Straße nach ihm.